# عظم طويل
العظام الطويلة (بالإنجليزية: Long bone) هي تلك التي يكون طولها أكثر من عرضها، وهي واحدة من خمسة أنواع من العظام : الطويلة، القصيرة ، المسطحة، غير المنتظمة والسمسمانية.
العظام الطويلة مثل عظم الفخذ والظنبوب (قصبة الساق) خاصة، تتعرض لمعظم الأحمال خلال الأنشطة اليومية وهي أساسية للحركة الهيكلية. تنمو العظام الطويلة في المقام الأول بواسطة استطالة الجدل (جسم العظم) مع المشاشة في نهاية كل طرف للعظم النامي. وتُغطي نهايات المشاش بواسطة غضروف زجاجي (الغضروف المفصلي) . النمو الطولي للعظام الطويلة هو نتيجة التحجر الغضروفي في الصفيحة المشاشية. يتم تحفيز نمو العظام في الطول عن طريق توليد هرمون النمو (GH) من إفراز الفص الأمامي للغدة النخامية.
تشمل العظام الطويلة: الفخذان ، الظنبوب ، و الشظية من الساقين ؛ العضد ، الكعبرة والزند من الذراعين؛ السنعي و الأمشاط من اليدين والقدمين، السلاميات من أصابع اليدين والقدمين، و الترقوة أو عظام الترقوة . العظام الطويلة لساق الإنسان تشمل ما يقرب من نصف ارتفاع الكبار. المكونات الأساسية الهيكلية الأخري للطول تشمل الفقرات والجمجمة. خارج العظم يتكون من طبقة من النسيج الضام تسمى السمحاق . بالإضافة إلى ذلك، الغلاف الخارجي من العظام الطويلة هي العظم القشري (المضغوط) ، ثم طبقة أعمق من العظم الإسفنجي وهي تحتوي على تجويف نخاعي في نخاع العظام.

## التركيب
تتكون القشرة الخارجية للعظم الطويل من العظام القشرية و تُعرف أيضا باسم العظم المضغوط . وتغطي هذه بغشاء من النسيج الضام يُسمى السمحاق . تحت طبقة العظام القشرية، طبقة من العظم الإسفنجي. داخل هذا التجويف اللبّي الذي يحتوي على النواة الداخلية لنخاع العظام ، تتكون من النخاع الأصفر في الكبار و النخاع الأحمر في الأطفال.

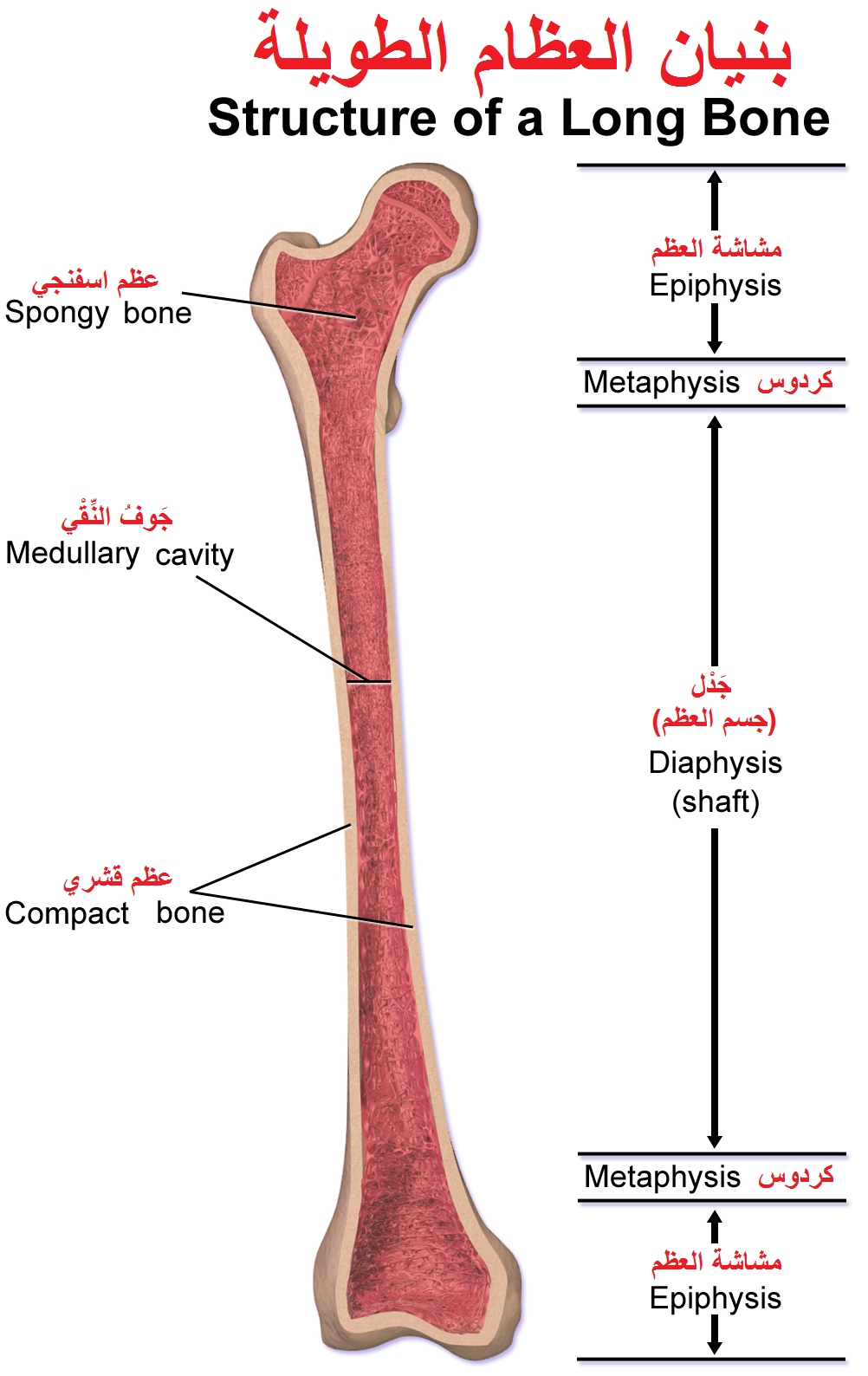
بنيان العظام الطويلة.

## الأهمية الإكلينيكية
هناك نوعان من الاضطرابات الخلقية في العظام الطويلة . هنالك اضطراب يعرف باسم كساح جنيني بنصري، حيث تكبُر نهايات العظام الطويلة (المشاش). وهناك اضطراب آخر هو: رخد جنيني مقصر للعظام حيث يوجد نقص في النمو (قِصَر) للعظام.

## صور إضافية

العظام الطويلة - تدوير.
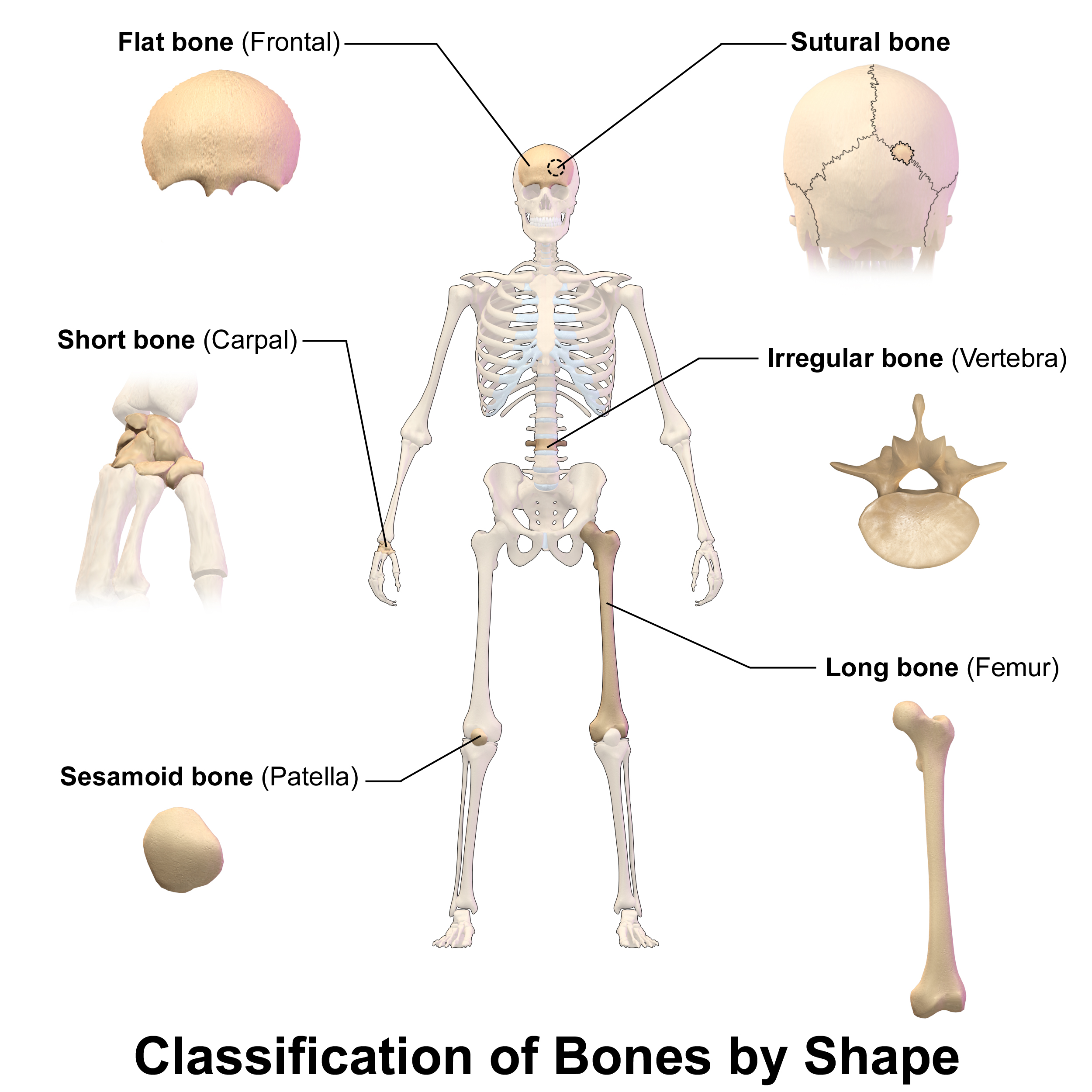
تصنيف أنواع العظام. مثال على العظام الطويلة (عظم الفخذ) أسفل يمين الصورة.
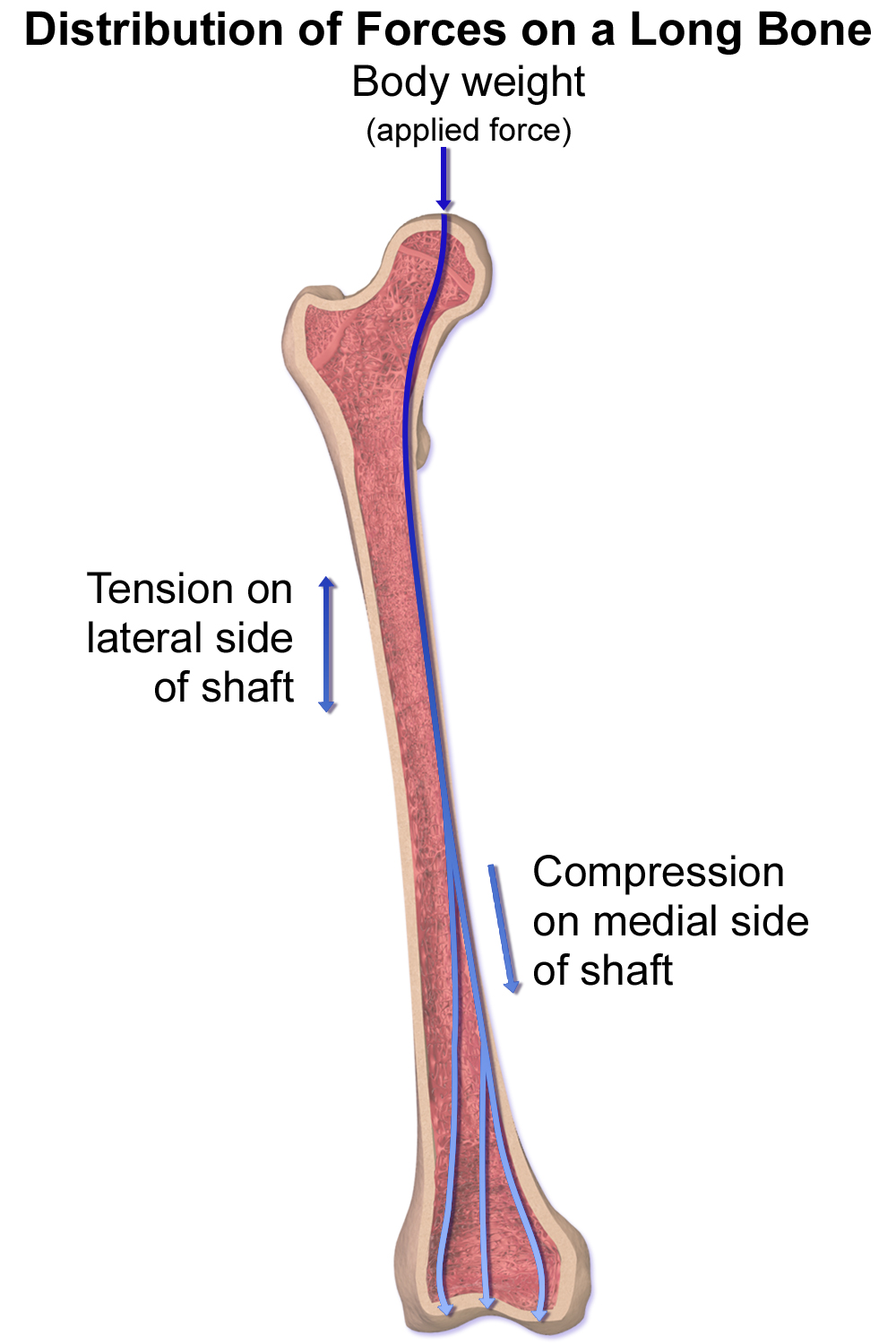
مثال توضيحي على توزيع قوى الشدّ والإنضغاط على أحد العظام الطويلة: عظم الفخذ.